# Статистический параметр
Статистический параметр или параметр совокупности — это величина, которая индексирует семейство распределений вероятностей. Его можно расценивать как числовую характеристику совокупности или статистической модели.

## Определение
Среди параметрических семейств распределений находятся нормальные распределения, распределения Пуассона, биномиальные распределения и экспоненциональное семейство распределений.  Семейство нормальных распределений имеет два параметра, среднее значение и дисперсию — если они заданы, распределение известно точно. Семейство распределений хи-квадрат имеет один параметр — число степеней свободы.
В статистическом выводе параметры иногда считаются ненаблюдаемыми, и в этом случае задачей статистика является вывод, который он может сделать о параметре, опираясь на наблюдения случайных переменных (приблизительно) распределённых согласно изучаемому распределению вероятностей, или, говоря более конкретно, основываясь на случайных пробах, взятых из рассматриваемой совокупности.  В других ситуациях параметры могут быть фиксированы по природе используемой процедуры выбора или видом применяемой статистической процедуры (например, число степеней свободы в критерии согласия Пирсона).
Даже если семейство распределений не определено, такие величины, как среднее значение или дисперсия могут по-прежнему рассматриваться как параметры распределения совокупности, из которой осуществляется выборка. Статистические процедуры по-прежнему пытаются сделать вывод о таких параметрах совокупности. Параметрам такого типа даются имена, подходящие их ролям, среди них.
- коэффициент сдвига
- параметр вариации или коэффициент масштаба
- параметр формы

Когда распределение вероятностей относится к множеству объектов, которые сами по себе являются распределениями вероятностей, используется термин параметр концентрации для величины, которая показывает, насколько непостоянными могут быть результаты.
Величины, такие как коэффициенты регрессии, являются статистическими параметрами в указанном выше смысле, поскольку они индексируют семейство условных распределений вероятностей, которые описывают, как зависимые переменные связаны с независимыми.

## Примеры
Параметр для совокупности как статистика для выборки. В конкретный момент времени может существовать некоторый параметр, отражающий процент всех голосующих по всей стране, которые предпочитают определённого кандидата. Однако непрактично опрашивать каждого голосующего перед выборами, какого кандидата он предпочитает, так что делается выборка голосующих и формируется статистика, отражающая процент голосов для каждого кандидата. Эта статистика используется, чтобы сделать вывод о параметре, отражающем предпочтения всех голосующих. Аналогично, в некоторых видах проверки изготавливаемых продуктов, вместо разрушающей проверки всех продуктов проверяются лишь некоторые выбранные случайно продукты, чтобы собрать статистику, по которой делается вывод, что все изделия удовлетворяют проектным параметрам.